# Salcedo (Dominicaanse Republiek)
Salcedo is een stad en gemeente (40.000 inwoners) in de Dominicaanse Republiek, het is de hoofdstad van de provincie Hermanas Mirabal (tot 2007 de provincie Salcedo). De stad heette tot 1896 "Juana Núñez" en maakte oorspronkelijk deel uit van Moca, dat toen nog in de provincie La Vega lag, maar tegenwoordig de hoofdstad van de provincie Espaillat is. De grond rondom Salcedo is heel vruchtbaar, waardoor de landbouw een grote rol speelt en veel oplevert.

## Bestuurlijke indeling
De gemeente bestaat uit twee gemeentedistricten (distrito municipal):
Jamao Afuera en Salcedo.
- Library of Congress Control Number: n82047928
- Nationale Bibliotheek van Israël: 987007564524005171
- Virtual International Authority File: 141913399

Azua · Bajos de Haina · Baní · Barahona · Boca Chica · Bonao · Comendador · Cotuí · Dajabón · El Seibo · Hato Mayor · Higüey · Jimaní · La Romana · La Vega · Los Alcarrizos · Mao · Moca · Monte Cristi · Monte Plata · Nagua · Neiba · Pedernales · Puerto Plata · Sabaneta · Salcedo · Samaná · San Cristóbal · San Francisco de Macorís · San José de Ocoa · San Juan · San Pedro de Macorís · Santiago · Santo Domingo de Guzmán · Santo Domingo Este · Santo Domingo Norte · Santo Domingo Oeste